# Jensen Healey
La Jensen-Healey è un'autovettura prodotta dalla Jensen Motors Ltd tra il 1972 ed il 1976.

## Contesto
L'uscita di listino della Austin-Healey 3000, che la Jensen assemblava nei propri stabilimenti, e la fine dell'accordo tra Donald Healey e la British Motor Corporation (che si stava trasformando in British Leyland), crearono un vuoto produttivo alla piccola casa inglese, che la sola Interceptor II non era in grado di colmare.
L'importatore statunitense delle "big-Healey" (come venivano soprannominate le 3000) Qvale premeva per un nuovo modello da commercializzare sul ricettivo mercato nordamericano. 
La svolta arrivò quando Qvale divenne azionista della Jensen Motors e Donald Healey, che aveva nel cassetto il progetto di una nuova spider 2 posti dalle dimensioni relativamente contenute,  capo esecutivo.
Il progetto venne concretamente sviluppato a partire dal 1970, sperimentando anche l'impiego di diversi motori (Ford, Vauxhall, Chrysler). Alla fine la scelta cadde su un 4 cilindri in linea bialbero 16 valvole 2 litri appena presentato dalla Lotus. Si trattava di un motore moderno, interamente in alluminio, ma praticamente privo di sviluppo (tanto che la casa madre lo impiegò sui suoi modelli solo a partire da metà anni settanta).
Secondo Donald Healey, tuttavia, la scelta di questo propulsore avrebbe dato lustro ad una meccanica, per motivi di costo, non particolarmente raffinata: Il retrotreno ad assale rigido derivava da quello della Vauxhall Firenza, i freni (a disco davanti e a tamburo dietro) provenivano dalla Morris Marina, mentre il cambio era un 4 marce manuale d'origine Chrysler.
Caratterizzata da una linea classica (disegnata dallo stesso Donald Healey) e pulita ("sporcata" solo dai paraurti in gomma nera, necessari per gli Usa e montati anche sui modelli venduti in Europa), la nuova spider, denominata Jensen-Healey, aveva buone prestazioni (grazie a 144 CV del motore Lotus) e interni essenziali e funzionali (anche se un poco spartani).
Nel 1974 la vettura subì una consistente serie di miglioramenti tecnici (tra cui l'adozione di un nuovo cambio a 5 marce Getrag e l'eliminazione dei vari difetti del motore), agli interni (rifiniti con legno e pelle) e alla dotazione di serie (comparve, tra gli optional, l'aria condizionata). 
Su questa serie, denominata Mk2, i difetti d'origine erano praticamente spariti, ma l'immagine era compromessa.
La crisi finanziaria della Jensen Motors, che chiuse i battenti nel 1976, pose fine alla carriera della Jensen-Healey.
In tutto sono stati prodotti 10.498 esemplari (3356 "prima serie" e 7142 Mk2).